# Четврта приморско-горанска бригада Тринаесте дивизије НОВЈ
Четврта приморско-горанска бригада 13. дивизије НОВЈ (од 6. јануара 1944. године Друга бригада Оперативног штаба за Лику, а од 30. јануара Друга бригада 35. дивизије) формирана је у Мркопљу средином септембра 1943. године. Тада је имала четири батаљона, чету за везу, вод противтенковских топова 47 мм, вод минобацача 81 мм, вод противавионских топова 20 мм, санитетски вод, укупно око 2000 бораца.

## Борбени пут бригаде
Водила је борбе око Огулина крајем септембра, Дрежнице, Јасенка, Мошуна и Лича у првој половини октобра, а 16. октобра одлази за Лику где је новембра 1943. стављена под команду Оперативног штаба за Лику. Дејствовала је у околини Госпића и Грачаца против немачких и усташко-домобранских снага. Водила је тешке борбе у рејону Личког Осика и Перушића против немачке 114. ловачке дивизије од 16. до 18. јануара, а потом до краја јануара учествује у ослбађању Метка, Рибника, Личког Петровог Села, Ваганца и Оточца. У саставу 35. личке дивизије у фебруару и марту изводила је мање нападе у рејону Оточца, а истовремено успешно одбија честе нападе јединица 4. усташког здруга из Билаја, Госпића, Перушића и Врховина. Посебно се исткала у борбама око Оточца од 31. марта до 1. априла, у разбијању 34. усташке бојне и заузимању Рамљана 5. маја, за време немачке операције Моргенштерн, код Личког Петровог Села и Хомољачког  кланца и 28. маја приликом заузимања Коренице. Почетком јуна 1944. имала је у свом саставу 1022 борца.
Расформирана је 16. јуна 1944. године, а њеним људством попуњене су јединице 35. личке дивизије.
Одликована је Орденом заслуга за народ и Орденом братства и јединства.